# Grand Cancan
«Grand Cancan» — российский художественный фильм 2020 года режиссёра Михаила Косырева-Нестерова. Музыкальная драма.
Мировая премьера состоялась в 2020 году в США в конкурсной программе Phoenix Film Festival. Первый публичный показ в России состоялся в Российских программах 42-го Московского международного кинофестиваля (ММКФ) 3 октября 2020 года. В российский прокат фильм вышел 3 марта 2021 года. Премьера состоялась в Москве в большом зале кинотеатра КАРО 11 «Октябрь». Телевизионная премьера в РФ состоялась 2 декабря 2022 года на телеканале "Россия-Культура" . За 2020—2023 годы фильм участвовал в 98 мировых кинофестивалях и завоевал 81 награду.

## Сюжет
Фильм основан на реальных историях. Участники происшедших событий согласились исполнить свои роли и сняться в фильме. Картина разделена на две части с зеркальным[уточнить] сюжетом.
Молодая семейная пара, восходящая звезда, тенор Павел и Яна ждут ребёнка. Во время спектакля «Бал в Савойе» беременная Яна случайно падает на сцене. Драматическая ситуация раскрывает любящих людей с неожиданной стороны.[какой?]
Елена, прима театра оперетты, и её муж Сергей, предприниматель, живут на два дома — в Москве и французском Перрос-Гирек. У Елены полно поклонников и молодой любовник, но внезапно выясняется, что муж неизлечимо болен.[чем?]

## В главных ролях
| Актёр              | Роль       |
| ------------------ | ---------- |
| Зайцева Елена      | Елена      |
| Иванов Павел       | Павел      |
| Иванова Яна        | Яна        |
| Кимаева Александра | Жена Павла |
| Яковлев Антон      | Сергей     |
| Калязин Дмитрий    | Дима       |

## В ролях
- Юрий Веденеев — артист театра
- Эдгар Голосной — артист балета
- Платон Дорогих — сын Павла
- Анжелика Маркелова — Лика, девушка Димы
- Василий Петрухин — врач
- Долгор Аустермонас — психолог
- Юлия Нелепова — акушер
- Василиса Николаева — актриса театра оперетты
- Владислав Кирюхин — артист театра оперетты
- Мария Коссович — врач
- Вера Гринь — регистраторша
- Тамара Усик — врач женской консультации
- Игорь Милюков — певец, друг Павла
- Татьяна Милюкова — подруга Яны
- Людмила Маркова — медсестра

## Съёмочная группа
- Продюсер: М. Косырев-Нестеров
- Автор сценария: М. Косырев-Нестеров
- Режиссёр-постановщик: М. Косырев-Нестеров
- Оператор-постановщик: Дмитрий Улюкаев
- Художник-постановщик: Марина Ананьева
- Художник по костюмам: Елена Лукьянова
- Звукорежиссёр: Андрей Худяков

Работа над фильмом осуществлялась совместно с Московским театром оперетты.

## Прокат
Дистрибьютором фильма в России выступил КАРО.Арт.. В повторный кинотеатральный прокат фильм был выпущен в более чем сотне кинотеатров ФОНДА КИНО  22 сентября 2022 года. Показы состоялись в  следующих регионах России: Московской, Калужской, Смоленской, Брянской, Владимирской, Иркутской, Ростовской, Курской, Тамбовской, Волгоградской, Тверской, Архангельской, Ульяновской, Рязанской, Амурской, Псковской, Новосибирской, Омской, Самарской, Новосибирской, Нижегородской, Магаданской, Липецкой областях, в Республиках Мордовия, Удмуртия, Бурятия, Адыгея, Крым, Чувашия, Дагестан, Карелия, Забайкальский и Алтайский край.

## Критика
Фестиваль российского кино в Бордо, представляя на своём сайте кинокартину, отмечает:

«Михаил Косырев-Нестеров снял уникальный музыкальный фильм на основании рассказов ведущих артистов театра об их непростой, невидимой для зрителей жизни».
Испанский портал islantillacineforum пишет:

«Настоящий бриллиант, представляющий собой лучшее, что производит сейчас российский кинематограф. За прошедшие годы Россия подарила искусству кино немало выдающихся произведений, одним из которых стал фильм, показанный в понедельник. В центре всеобщего внимания — актриса Елена Зайцева: ее игра блистательна, если не сказать совершенна. Благодаря безупречной режиссуре, подкрепленной отличной операторской работой Дмитрия Улюкаева, фильм является зрелищем высшего класса»..

## Награды
- Гран-при на Международном кинофестивале независимого кино в Вене, Австрия (Vienna Independent Film Festival)[11];
- Приз за лучшую операторскую работу на Международном кинофестивале независимого кино в Вене, Австрия (Vienna Independent Film Festival)[11];
- Приз за лучший фильм на 37-м Международном кинофестивале в Боготе, Колумбия (37th Festival de Cine de Bogotá)[12][13];
- Приз за лучшую режиссуру на 37-м Международном кинофестивале в Боготе, Колумбия (37th Festival de Cine de Bogotá)[12][13];
- Гран-при на 23-м Международном кинофестивале ICARO в Гватемале (XXIII Icaro International Film Festival in Central America)[14];
- Гран-при на 74-м Международном кинофестивале в Салерно, Италия (74 Salerno International Film Festival)[15];
- Специальная премия жюри на Международном кинофестивале музыкальных фильмов в Парме, Италия (Parma International Music Film Festival)[16];
- Премия ArtPopJury на Международном кинофестивале музыкальных фильмов в Парме, Италия (Parma International Music Film Festival)[16];
- Премия за актёрский ансамбль на Кинофестивале российских фильмов в Милане, Италия (Russian Film Festival-Premio Felix)[17];
- Приз за лучшую хореографию на Международном кинофестивале в Барселоне, Испания (Star Film Fest Barcelona)[18];
- Премия за лучший звук в Лондоне, Великобритания (International Music Video Awards IMVA)[19];
- Премия за лучший музыкальный игровой фильм в Мюнхене, Германия (Munich Music Video Awards MMVA)[20];
- Приз за лучшие танцы в фильме, Испания (SounDance Film Festival)[21];
- Премия лучшему музыкальному фильму в Нью-Йорке, США (New York International Film Awards)[18];
- Премия лучшему музыкальному фильму в Лос-Анджелесе, США (Los Angeles Film Awards (LAFA))[22][23];
- Поощрительная премия за лучший полнометражный музыкальный фильм на Международном кино- и видеофестивале в Высоких Татрах, Словакия (High Tatras Film & Video Festival)[24];
- Приз за лучший художественный фильм на Международном кинофестивале в Афинах, Греция (Athens International Monthly Art Film Festival (AIMAFF)[25];
- Приз зрительских симпатий ECG Film Festival в Лондоне, Великобритания (Eurasian Creative Guild Film Festival)[26];
- Специальный Приз Кинофестиваля «Хрустальный источникЪ», Ессентуки, Россия[27];
- Лучший режиссёр музыкального фильма, Премия Silver Award, Нью-Йорк, США (Best Director Award™ — New York)[28];
- Лучший музыкальный фильм, Премия International Sound Future Awards, Нью-Йорк, США (Best Musical Film (Feature)[29];
- Приз за Лучшую режиссуру Михаилу Косыреву-Нестерову, Международный кинофестиваль в Маниле, Филиппины (International Film Fesival Dreamanila)[30];
- Приз за Лучшее исполнение роли Елене Зайцевой, Международный кинофестиваль в Маниле, Филиппины (International Film Fesival Dreamanila)[31];
- Приз за Лучшее кинематографическое и художественное решение Михаилу Косыреву-Нестерову (режиссер-постановщик), Дмитрию Улюкаеву (оператор-постановщик), Николаю Викторову (режиссер монтажа), Марине Ананьевой (художник-постановщик), Международный кинофестиваль в Маниле, Филиппины (International Film Fesival Dreamanila)[30];
- Лучший зарубежный фильм, Приз Международного кинофестиваля в Ченнае, Индия (Tamilnadu International Film Festival)[32];
- Лучший художественный фильм, Приз Международного кинофестиваля в Амстердаме, Нидерланды (Pure Magic International Film Festival)[33];
- Лучший музыкальный художественный фильм, Премия Parai Musical International Film (PMIA), Ченнай, Индия[34]
- Лучший художественный фильм, Приз Международного кинофестиваля в Бельгии (International Film Festival Belgium (IFFB), Бельгия[35];
- Лучший режиссер Михаил Косырев-Нестеров, Приз Международного кинофестиваля в Бельгии (International Film Festival Belgium (IFFB), Бельгия[35];
- Лучшая актриса Елена Зайцева, Приз Международного кинофестиваля в Бельгии (International Film Festival Belgium (IFFB), Бельгия[35];
- Лучший оператор Дмитрий Улюкаев, Приз Международного кинофестиваля в Бельгии (International Film Festival Belgium (IFFB), Бельгия[35]
- Лучший художественный фильм, Приз Международного кинофестиваля «Золотой Павлин» (Golden Peacock International Film Festival), Индия[36];
- Лучший режиссер Михаил Косырев-Нестеров, Приз Международного кинофестиваля «Золотой Павлин» (Golden Peacock International Film Festival), Индия[36];
- Лучшая актриса Яна Иванова, Приз Международного кинофестиваля «Золотой Павлин» (Golden Peacock International Film Festival), Индия[36];
- Лучший актер Павел Иванов, Приз Международного кинофестиваля «Золотой Павлин» (Golden Peacock International Film Festival), Индия[36];
- Лучший художественный фильм, Приз Международного кинофестиваля в Нью-Форте (Newfort International Film Festival), Индия[37];
- Лучшая актриса второго плана Александра Кимаева, Приз Международного кинофестиваля в Нью-Форте (Newfort International Film Festival), Индия[37];
- Лучший художественный фильм, Приз на Международном кинофестивале в Сингапуре (WORLD FILM CARNIVAL — SINGAPORE (WFC), Сингапур[38];
- Лучший режиссер Михаил Косырев-Нестеров, Приз Международного кинофестиваля в Индии (International Motion Picture Festival of India (IMPFI), Индия[39];
- Лучший оператор Дмитрий Улюкаев, Приз Международного кинофестиваля в Индии (International Motion Picture Festival of India (IMPFI), Индия[39];
- Лучший художественный фильм, Приз Международного кинофестиваля музыки и танцев в Лос-Анджелесе (The CONSONANCE Music & Dance Film Festival),США[40];
- Премия за лучший звук Андрею Худякову в Париже — Best Sound Design (PARIS CINEMA AWARDS), Франция[41];
- Лучший зарубежный художественный фильм, Премия Malta Independent Film Award, Мальта[42];
- Лучшая актриса второго плана Александра Кимаева, Премия Malta Independent Film Award, Мальта[42];
- Лучший актер второго плана Антон Яковлев, Премия Malta Independent Film Award, Мальта[42];
- Лучший зарубежный художественный фильм, Приз Golden Deer Film Festival, Индия[43];
- Лучший оператор Дмитрий Улюкаев, Приз Golden Deer Film Festival, Индия[43];
- Лучшее звуковое решение фильма — Андрей Худяков, Приз Golden Deer Film Festival, Индия[43];
- Лучший зарубежный художественный фильм, Приз KUWAIT INDIE FILM FEST (KIFF), Кувейт[44];
- Лучший оператор — Дмитрий Улюкаев, Приз KUWAIT INDIE FILM FEST (KIFF), Кувейт[44];
- Лучшая актриса — Елена Зайцева, Приз KUWAIT INDIE FILM FEST (KIFF), Кувейт[44];
- Лучший актер — Павел Иванов, Приз KUWAIT INDIE FILM FEST (KIFF), Кувейт[44];
- Лучший художественный фильм — «Golden Winner», Приз Tokyo Film Awards (東京映画賞),Япония[45]
- Специальный приз жюри — GRASS ROOT INTERNATIONAL FILM FESTIVAL, Индия[46];
- Лучший режиссер — Little Buddha Indie Film Festival (Катманду), Непал[47];
- Лучшие танцы в художественном фильме — LOVE FILM FESTIVAL (Барселона), Испания[48];
- Приз за выдающиеся достижения — Black Swan International Film Festival (BSIFF) (Калькутта), Индия[49];
- Приз за выдающиеся достижения — Luis Bunuel Memorial Award ® (LBMA) — L’Age d’Or International Art-house Film Festival (LIAFF) (Калькутта), Индия[50];
- Лучший актер — Павел Иванов, Приз INTERNATIONAL WORLD FILM AWARDS (Нью-Йорк), США[51];
- Почетное упоминание - DUBAI FILM FEST (Дубай), Объединенные Арабские Эмираты[52];
- Лучший продюсер - Михаил Косырев-Нестеров -  Singapore Indie Film Festival, Сингапур[53];
- Лучшая актриса - Елена Зайцева - Singapore Indie Film Festival, Сингапур[53];
- Лучший оператор - Дмитрий Улюкаев - Singapore Indie Film Festival, Сингапур[53] ;
- Лучший зарубежный фильм - International Film Festival of New Delhi (Дели), Индия[54];
- Почетное упоминание - Sydney Australian Film Festival - SAFF (Сидней), Австралия[55];
- Почетное упоминание (FEATURE FILM) - 4th Screen — Online Film Awards, Индия[56];
- Лучший оператор - Дмитрий Улюкаев, Dubai Festival, Объединенные Арабские Эмираты[57];
- Лучший монтаж - Николай Викторов, Dubai Festival, Объединенные Арабские Эмираты[57];
- Лучший саундтрек - Best Score Film/Soundtrack - Feature Film - Florence International Film Festival, Италия[58];
- Лучший зарубежный фильм, Vietnam International Film Awards, Вьетнам[59];
- Лучший оператор - Дмитрий Улюкаев, Vietnam International Film Awards, Вьетнам[59];
- Лучший фильм, Шанхайский международный фестиваль независимого кино - Shanghai Indie International Film Festival (SIIFF), Китай [60]
- Лучший режиссер - Михаил Косырев-Нестеров, International Film Festival of Bangkok, Таиланд[61];
- Лучшая актриса - Елена Зайцева, International Film Festival of Bangkok, Таиланд[61];
- Лучший оператор - Дмитрий Улюкаев, International Film Festival of Bangkok, Таиланд[61];
- Лучший художественный фильм, Festival Internazionale di cinema a tematica musicale  - Sounderground (Италия) [62].